# 弗朗辛·夏皮罗
弗朗辛·夏皮罗 （Francine Shapiro 生于1948年2月18日，† 逝于2019年 6月16日）弗朗辛·夏皮罗是美国文学学者 ， 心理学家和EMDR疗法创始人（眼动脱敏再处理）。这种用于治疗心理创伤和焦虑症的心理治疗方法目前在世界范围内得到了广泛认可。

## 生平
弗朗辛·夏皮罗出生于纽约市布鲁克林，是机械师、出租车经营者Daniel Shapiro和他的妻子Shirley的女儿。她有一个兄弟和两个姐妹，她的妹妹黛布拉在弗朗辛·夏皮罗17岁时去世，年仅9岁。  

## 职业生涯
弗朗辛·夏皮罗于布鲁克林学院获得文学硕士学位后，在布鲁克林担任高中英语教师。在学术休假期间，她在纽约大学（NYU）担任助理，并开始撰写关于英国文学的论文。她搬到了加利福尼亚州的圣迭戈后，担任了人类发展研究所和MetaVox公司的负责人，且初次从NLP 的角度发表了关于眼睛运动的文章。 随后，她于加利福尼亚州圣迭戈的心理研究专业学校攻读博士研究生，专业是临床心理学。 1988年，她以论文《多眼球运动脱敏技术治疗创伤后应激障碍的疗效》获得博士学位。其中，她成功地以眼球运动的刺激方式分别对N = 22名战争创伤患者以及性虐待受害者进行了治疗。 1988年，她开始在讲座中介绍这种方法。1989年，她成为了心理研究所的工作人员，并于1990年开始了针对卫生专业人员的职业培训，其后这种治疗方法被改名为EMD（眼动脱敏）。1991年，夏皮罗将这种治疗方法最终改名为EMDR，并在加利福尼亚州沃森维尔成立了EMDR研究所。 1995年，她的教科书《眼动脱敏再处理：基本原则，协定和程序》首次出版。  

## 头衔
- 加州帕洛阿尔托精神研究所高级研究员
- 加州沃森维尔EMDR研究所执行主任
- EMDR人道主义援助计划的创始人和名誉主席

## 奖项
- 1993年： 杰出科学成就心理学奖
- 1996年： 人道主义援助奖 （EMDR国际协会）
- 2002年： 国际西格蒙德弗洛伊德心理治疗奖

## 著作（部分）
- Efficacy of the eye movement desensitization procedure in the treatment of traumatic memories. 1989: Journal of Traumatic Stress Studies 2: 199–233
- Eye Movement Desensitization and Reprocessing: Basic Principles, Protocols, and Procedures. New York 1995.
- (deutsche Ausgabe:) EMDR – Grundlagen und Praxis. Handbuch zur Behandlung traumatisierter Menschen. Paderborn: Junfermann 1998. Zweite überarbeitete Auflage 2013:
- EMDR and the anxiety disorders. 1999: Journal of Anxiety Disorders 13:35-67
- mit M.F. Solomon, R.J. Neborsky, L. McCullough, M. Alpert, D. Malan: Short-Term Therapy for Long-Term Change. New York 2001
- (Hg.) EMDR as an Integrative Psychotherapy Approach: Experts of diverse orientations explore the paradigm prism, Washington: APA 2002.
- (gemeinsam mit M. S. Forrest) EMDR: The Breakthrough Therapy for Overcoming Anxiety, Stress and Trauma, NY 1997.
- (deutsche Ausgabe:) EMDR in Aktion. Paderborn: Junfermann 1998.
- Handbook of EMDR and Family Therapy Processes. New Jersey 2007.
- Getting past your past (deutsche Ausgabe:) Frei werden von der Vergangenheit. Trauma-Selbsthilfe nach der EMDR-Methode. Aus dem Amerikan. von Karin Petersen. Kösel, München 2013,